# Candi Jaya
Candi Jaya is een bestuurslaag in het regentschap Pagar Alam van de provincie Zuid-Sumatra, Indonesië. Candi Jaya telt 2079 inwoners (volkstelling 2010).